# Kubatura
Kubatura brutto budynku (z gr. κύβος „kostka, sześcian”) – objętość budynku. Jest to suma kubatury brutto wszystkich kondygnacji stanowiącej iloczyn powierzchni całkowitej, mierzonej po zewnętrznym obrysie przegród zewnętrznych i wysokości kondygnacji brutto, mierzonej między podłogą na stropie lub warstwą wyrównawczą na gruncie a górną powierzchnią podłogi bądź warstwy osłaniającej izolację cieplną stropu nad najwyższą kondygnacją, przy czym do kubatury brutto budynku:
a) wlicza się kubaturę przejść, prześwitów i przejazdów bramowych, poddaszy nieużytkowych oraz takich zewnętrznych, przekrytych części budynku jak: loggie, podcienia, ganki, krużganki, werandy, a także kubaturę balkonów i tarasów, mierzoną do wysokości balustrady,
b) nie wlicza się ław i stóp fundamentowych, kanałów i studzienek instalacyjnych, studzienek przy oknach piwnicznych, zewnętrznych schodów, ramp i pochylni, gzymsów, daszków i osłon oraz kominów i attyk ponad płaszczyzną dachu.